# Tanguillo
Der Tanguillo ist eine Form, ein Palo, des Flamenco. Er entwickelte sich ab Mitte des 19. Jahrhunderts in Cádiz als Variante des Tango flamenco.

## Geschichte
1846 erließen die Behörden der Stadt Cádiz Regeln, um den örtlichen Tango gaditano vom Tango americano abzugrenzen. Der Tanguillo in seinen heute bekannten vielfältigen Formen bildete sich jedoch erst gegen Ende des 19. Jahrhunderts heraus, als sich der Tango in Andalusien sich von seinen afroamerikanischen Wurzeln zum Tango flamenco weiterentwickelte. Gruppen wie die Karnevalsvereinigung Las Viejas Ricas („Die alten reichen Damen“, 20–30 junge, als alte Frauen verkleidete, Männer) prägten Ende des 19. Jahrhunderts den Tanguillo gaditano.

## Charakter
Der Tanguillo wird in Cádiz besonders zur Karnevalszeit gespielt, gesungen und getanzt. Dementsprechend hat er einen lebhaften, fröhlichen Charakter. Kennzeichnend für viele Tanguillos ist ihre Polyrhythmik: der klassische Zweierrhythmus des Tango mischt und überlagert sich mit den Dreierrhythmen des Flamenco. In einem sechsteiligen Schema (Compas) wird der Tanguillo (wie der Zapateado) auf den Zählzeiten 1 und 4 betont.

## Zeitgenössische Protagonisten
Im Jahr 1987 erschienen Casilda von Paco de Lucía und Camarón von Pata Negra. Daraufhin wurden viele junge Künstler auf den Tanguillo aufmerksam, waren von seiner Polyrhythmik fasziniert, interpretierten ihn und entwickelten ihn weiter.